# 德大寺忻子
德大寺忻子（とくだいじ きんし、1283年（弘安6年）—1352年2月16日（觀應3年/正平7年二月初一）），後二条天皇中宮。太政大臣德大寺公孝長女，母三条喜子（内大臣三条公親女）。異母弟德大寺實孝。女院号長樂門院（ちょうらくもんいん）。
乾元2年（1303年），成為後二条天皇女御。嘉元元年九月廿四日（1303年11月4日）冊立中宮。德治3年八月廿五日（1308年9月10日），後二条天皇駕崩後，出家為尼，法名真實覺。延慶3年十二月十九日（1311年1月9日）女院宣下受号長樂門院。觀應3年/正平7年（1352年），70歲駕崩。